# Alberto Cicchetti
Alberto Cicchetti (Buenos Aires, 1931-1995) fue un pintor y escultor argentino. Estudió en las escuelas nacionales de Bellas Artes Manuel Belgrano y Escuela Superior de Bellas Artes de la Nación Ernesto de la Cárcova con los maestros Adolfo de Ferrari y Carlos de la Cárcova.  Ejerció la docencia en MEEBA (Mutualidad de Estudiantes y Egresados de Bellas Artes) y en sus talleres de las localidades de San Isidro, Vicente López, y la Ciudad Autónoma de Buenos Aires. Se desempeñó también como artista y docente en los Estados Unidos, Perú, Bolivia y Brasil en diversas oportunidades. Expuso sus pinturas y esculturas a partir de 1957 en salones nacionales y provinciales. Obtuvo varios premios y representó a la Argentina en la Primera Exposición Bienal de París de Artistas Jóvenes en 1959. En el año 1965 fue seleccionado para el premio Alberto Lagos de la Academia Nacional de Bellas Artes.  Sus obras figuran en colecciones privadas, iglesias, y museos provinciales de la Argentina.

## Pintura y escultura
Pueden hallarse en su arte influencias de movimientos de la vanguardia europea del siglo XX, como el fauvismo, el expresionismo y el cubismo. Por su pintura, ha sido llamado un “expresionista de paleta fauve” (Córdoba Iturburu) dados sus intensos y arbitrarios colores con los que transmite emociones vívidas. Algunos de sus cuadros muestran una “síntesis caleidoscópica de lenguaje cubista, fauve, y expresionista simbólico” lo cual indica la posibilidad de que en su pintura se vean unificadas unas cuantas conquistas de la pintura de nuestro siglo.” (H.A. Parpagnoli)
Un elemento notable en sus pinturas es la visible presencia de su formación como escultor, la cual imprime en sus representaciones una marcada rigidez o estatismo proveniente de su admiración por la imaginería románica. Se ha dicho que como colorista, es un escultor pintando a lo salvaje y como dibujante es un modelador de cuerpos globulosos y simples, no como los concebiría un primitivo, sino como lo redescubre un civilizado harto de refinamientos y sutilezas.
Su dibujo es preciso, con sobrias y equilibradas composiciones, realizadas siempre con pocos y sumarios elementos. Sus figuras son “misteriosas, alucinantes, de grandes ojos melancólicos, que hablan de una preocupación mística”. Su técnica contrapuesta y recortada a menudo recuerda a la de los vitrales eclesiásticos (Manuel Mujica Lainez).